# Artemisia atrata
Assenzio nero (nome scientifico  Artemisia atrata  Lam., 1783 ) è una specie di pianta angiosperma dicotiledone della famiglia delle Asteraceae (sottofamiglia Asteroideae, tribù Anthemideae (Asian-southern African grade) e sottotribù Artemisiinae).

## Etimologia
Il nome Artemisia, di etimologia incerta, è ricondotto alla dea greca della caccia Artemide, o secondo un'altra ipotesi alla regina Artemisia († 350 a.C.), succeduta sul trono di Caria al fratello e consorte Mausolo; si ipotizza inoltre un riferimento al greco artemes (“sano”), con allusione alle proprietà medicamentose delle piante del genere.. L'epiteto specifico (atrata) deriva dal latino "atratus" (= scuro o annerito) ossia "vestito di nero".
Il nome scientifico della specie è stato definito dal botanico Jean-Baptiste Pierre Antoine de Monet de Lamarck (1744-1829) nella pubblicazione " Encyclopedie Methodique. Botanique ... Paris" ( Encycl. [J. Lamarck & al.] 1(1): 263) del 1783.

## Descrizione

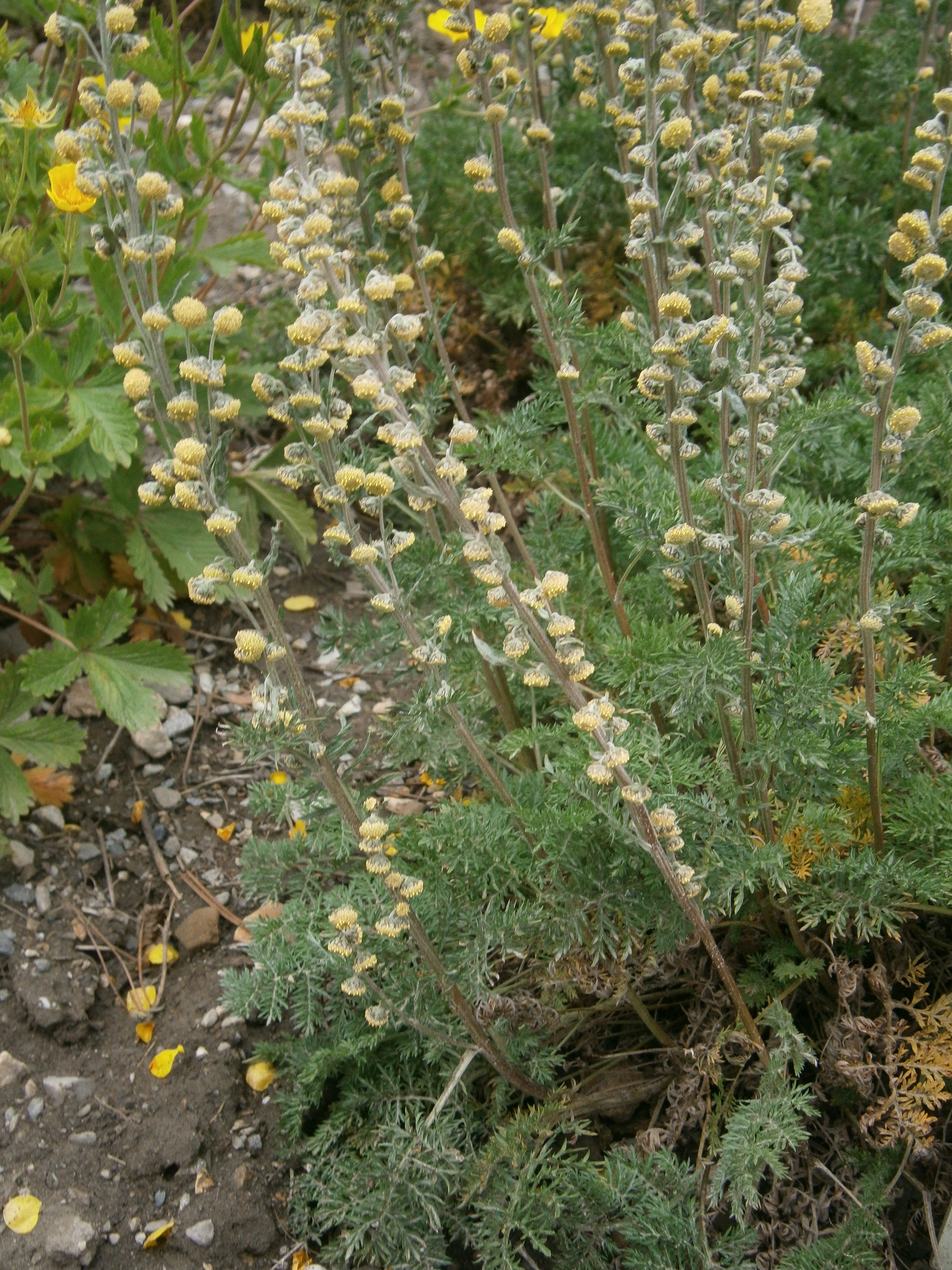
Il portamento

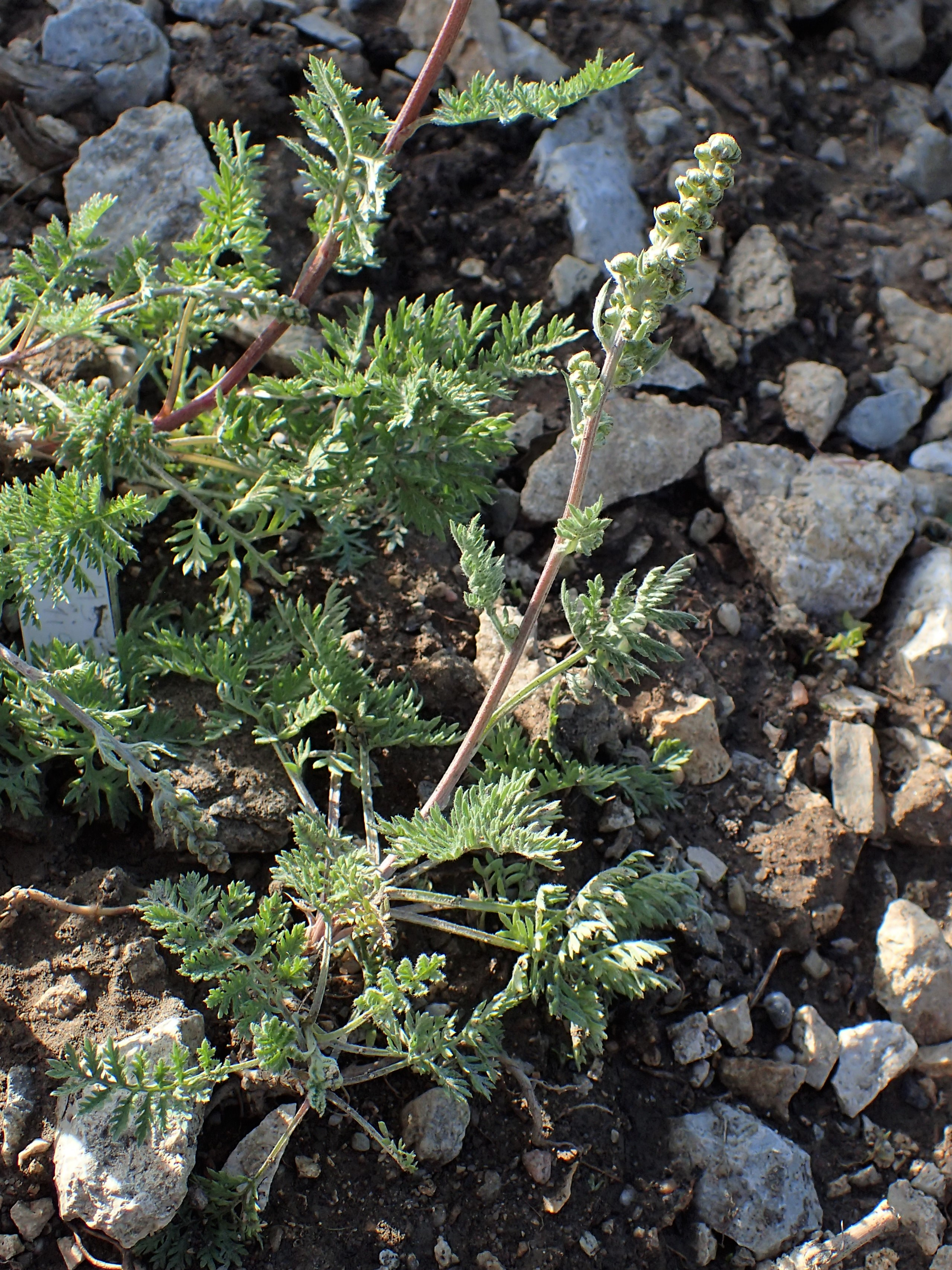
Infiorescenza

Portamento. La specie di questa voce ha un habitus di tipo erbaceo perenne. La forma biologica è camefite fruticose (Ch frut), ossia sono piante perenni, legnose alla base, con gemme svernanti poste ad un'altezza dal suolo tra i 2 ed i 30 cm con un aspetto arbustivo. Le porzioni erbacee seccano annualmente e rimangono in vita soltanto le parti legnose.
Radici. Le radici, legnose, sono secondarie da rizoma o da fittone e sono colorate di color marrone.
Fusto. L'indumento consiste in brevi peli ghiandolari (medifissi o basifissi) grigio-tomentosi. La parte aerea del fusto è più o meno eretta, molto ramificata con diversi capolini terminali. L'aspetto è quello di un cespuglietto nano alto mediamente da 15 a 35 cm. 
Foglie. Sono presenti sia foglie basali che cauline. La disposizione delle foglie lungo il fusto è alternata. Quelle inferiori sono picciolate (senza orecchiette); quelle superiori sono sub-sessili. La lamina fogliare a forma più o meno lanceolata è del tipo 2–pennatopartita con 11 - 15 segmenti in genere stretti e lunghi, opposti e patenti. Le foglie cauline sono progressivamente più ridotte e più semplici. Le superfici delle foglie sono ricoperte da sparsi peli appressati. 
Infiorescenza. Le sinflorescenze sono formate da piccoli capolini raccolti racemi o pannocchie lineari. Le infiorescenze vere e proprie sono composte da un capolino terminale peduncolato di tipo disciforme incurvato verso il basso. I capolini sono formati da un involucro, con forme emisferiche o globose, composto da 2 a 20 brattee, al cui interno un ricettacolo fa da base ai fiori del disco (quelli del raggio qui sono assenti). Le brattee, con forme lungamente ovate-ellittiche, con ampio margine bruno-ialino e a consistenza erbacea, sono disposte in modo più o meno embricato su più serie. Il ricettacolo è nudo ossia senza pagliette a protezione della base dei fiori; la forma è piatta. Diametro dei capolini: 5 - 7 mm. Diametro dell'involucro: 3,5 - 4 mm.
Fiori.  I fiori sono tetra-ciclici (formati cioè da 4 verticilli: calice – corolla – androceo – gineceo) e pentameri (calice e corolla formati da 5 elementi). Sono numerosi con forme brevemente tubulose (attinomorfe); sono ermafroditi. Possono essere divisi tra fiori solamente femminili (posti alla periferia) e fiori bi-sessuali (posti al centro) o funzionalmente maschili. 
- Formula fiorale:

*/x K {\displaystyle \infty }, [C (5), A (5)], G 2 (infero), achenio
- Calice: i sepali del calice sono ridotti ad una coroncina di squame.

- Corolla: le corolle dei fiori periferici sono affusolate con lembi più o meno ligulati o filiformi; le corolle di quelli più centrali sono pentalobate a forma deltata. Il colore della corolla varia da giallastro, rossiccio a verdastro-bruno.

- Androceo: l'androceo è formato da 5 stami (alternati ai lobi della corolla) sorretti da filamenti generalmente liberi e sottili; gli stami sono connati e formano un manicotto circondante lo stilo. Le antere possono essere sia di tipo basifissa che medifissa (ossia attaccate al filamento per la base – nel primo caso; oppure in un punto intermedio – nel secondo caso).[13] Questa caratteristica ha valore tassonomico in quanto distingue i generi gli uni dagli altri. Normalmente le antere variano da ottuse (arrotondate) a leggermente appuntite alla base (o anche caudate); in alcune specie le appendici sono triangolari, lineari o ellittiche. Il tessuto endoteciale (rivestimento interno dell'antera) non è polarizzato. Il polline è sferico con un diametro medio di circa 25 micron;  è tricolporato (con tre aperture sia di tipo a fessura che tipo isodiametrica o poro) ed è più o meno echinato (con punte sporgenti).

- Gineceo: l'ovario è infero uniloculare formato da 2 carpelli. Lo stilo (il recettore del polline) è profondamente bifido (con due stigmi divergenti) e con le linee stigmatiche marginali separate o contigue. I due bracci dello stilo hanno una forma troncata e possono essere papillosi o ricoperti da ciuffi di peli.

- Antesi: da luglio ad agosto.

Frutti.  Il frutto è un achenio sprovvisto di pappo. La forma varia da ellissoide a obovoide ed è compressa ai lati. La parte apicale è rotondeggiante e priva di corona. Il pericarpo può possedere (oppure no) delle cellule mucillaginifere, mentre le sacche di resina sono assenti.

## Biologia
Impollinazione: tramite insetti (impollinazione entomogama tramite farfalle diurne e notturne).

Riproduzione: la fecondazione avviene fondamentalmente tramite l'impollinazione dei fiori.

Dispersione: i semi cadono a terra e vengono dispersi soprattutto da insetti come formiche (disseminazione mirmecoria). Un altro tipo di dispersione è zoocoria: gli uncini delle brattee dell'involucro (se presenti) si agganciano ai peli degli animali di passaggio che portano così i semi anche su lunghe distanze. Inoltre per merito del pappo (se presente) il vento può trasportare i semi anche per alcuni chilometri (disseminazione anemocora).

## Distribuzione e habitat

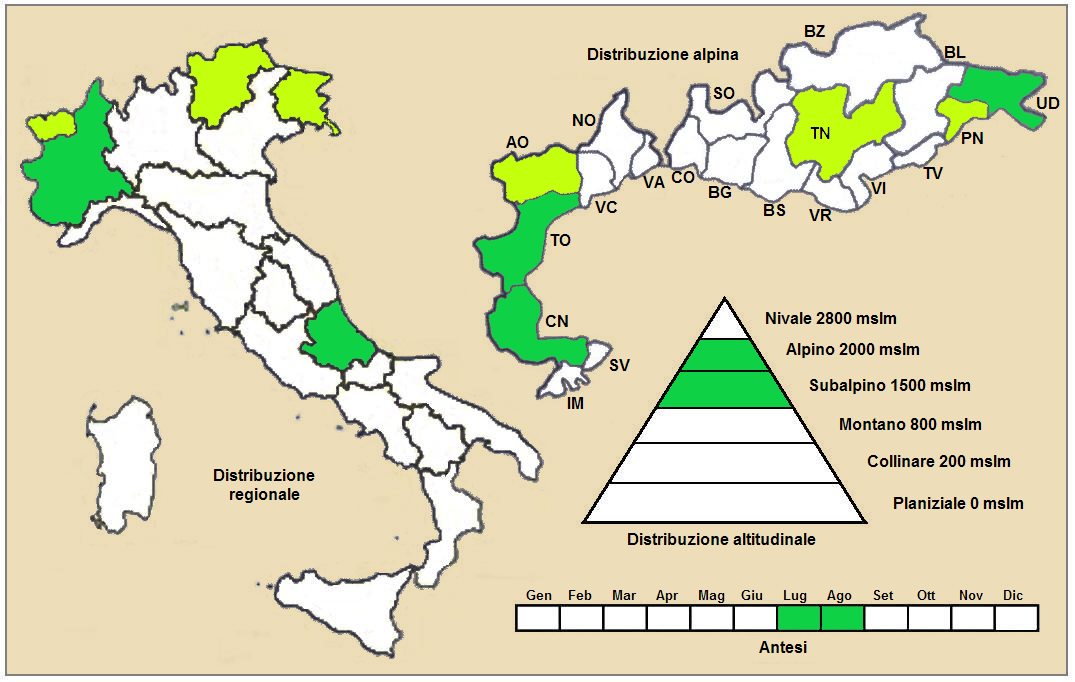
Distribuzione della pianta (Distribuzione regionale – Distribuzione alpina)

Geoelemento: il tipo corologico (area di origine) è  Orofita Sud Europeo. Questa specie ha degli areali disgiunti in altre parti dell'Europa.
Distribuzione: in Italia questa specie si trova molto raramente sui rilievi del Nord e del Centro. Fuori dall'Italia, sempre nelle Alpi, questa specie si trova in Francia e Slovenia.
Habitat: l'habitat preferito per queste piante sono i pascoli aridi e rocciosi. Il substrato preferito è calcareo ma anche calcareo/siliceo con pH basico, bassi valori nutrizionali del terreno che deve essere secco.
Distribuzione altitudinale: sui rilievi alpini, in Italia, queste piante si possono trovare fino a quote comprese tra 1800 e 2400 m s.l.m.; nelle Alpi frequentano quindi i seguenti piani vegetazionali: subalpino e alpino.

## Fitosociologia
Dal punto di vista fitosociologico alpino la specie di questa scheda appartiene alla seguente comunità vegetale:
Formazione : comunità delle praterie rase dei piani subalpino e alpino con dominanza di emicriptofite
Classe: Elyno-Seslerietea variae
Ordine: Seslerietalia variae
Alleanza: Seslerion variae

## Sistematica
La famiglia di appartenenza di questa voce (Asteraceae o Compositae, nomen conservandum) probabilmente originaria del Sud America, è la più numerosa del mondo vegetale, comprende oltre 23.000 specie distribuite su 1.535 generi, oppure 22.750 specie e 1.530 generi secondo altre fonti (una delle checklist più aggiornata elenca fino a 1.679 generi). La famiglia attualmente (2021) è divisa in 16 sottofamiglie; la sottofamiglia Asteroideae è una di queste e rappresenta l'evoluzione più recente di tutta la famiglia.

### Filogenesi
Il gruppo di questa voce è descritto nella tribù Anthemideae, una delle 21 tribù della sottofamiglia Asteroideae). In base alle ultime ricerche nella tribù sono stati individuati (provvisoriamente) 4 principali lignaggi (o cladi); il genere  Artemisia (insieme alla sottotribù Artemisiinae) è incluso nel clade Asian-southern African grade.
Attualmente il genere, nell'ambito della flora spontanea italiana, è suddiviso in quattro sezioni e alcune sottosezioni. La specie di questa voce appartiene alla "Sezione I" caratterizzata dai fiori del disco ermafroditi, dal ricettacolo glabro o squamoso con forma di un disco, e alla "Sottosezione A" caratterizzata dalle foglie bianco-tomentose su entrambe le facce. Altre specie della stessa sezione: Artemisia chamaemelifolia Vill. (Assenzio a foglie d'Achillea) e Artemisia pontica L. (Assenzio pontico).
I caratteri distintivi della specie  Artemisia atrata sono:
- il picciolo è lungo 3 - 5 cm ed è privo di orecchiette;
- l'involucro, disciforme, ha un diametro di 3,5 - 4 mm;
- il dorso delle brattee è sparsamente pubescente per peli ghiandolari.

Il numero cromosomico delle specie di questa voce è: 2n = 18.

### Sinonimi
Sono elencati alcuni sinonimi per questa entità:
- Absinthium spicatum Baumg.
- Artemisia racemosa  Miégev.
- Artemisia rupestris  Vill.
- Artemisia tanacetifolia  All.